# Nanuka Gogichaishvili
Nana "Nanuka" Gogichaishvili (ნანა "ნანუკა" გოგიჩაიშვილი) (Tbilisi, 1º maggio 1990) è una modella georgiana, incoronata Miss Georgia 2010 a Batumi l'11 ottobre 2009.
In quanto rappresentante ufficiale della propria nazione, Nanuka Gogichaishvili ha preso parte a Miss Universo 2010, tenuto a Las Vegas, Nevada il 23 agosto. Vincitrice del concorso è stata la messicana Ximena Navarrete, mentre la modella georgiana non ha superato le fasi iniziale del concorso.